# لوكاس روب
لوكاس روب (بالألمانية: Lukas Rupp)‏ (8 يناير 1991 ألمانيا - ) هو لاعب كرة قدم ألماني، يلعب كلاعب وسط.

## وصلات خارجية
لوكاس روب على موقع قاعدة بيانات كرة القدم.إي يو (الإنجليزية)
- لوكاس روب على موقع بيانات كرة القدم. دي إي (الألمانية)
- لوكاس روب على موقع Soccerbase.com (لاعب) (الإنجليزية)
- لوكاس روب على موقع Soccerway.com (الإنجليزية)
- لوكاس روب على موقع عالم كرة القدم.نت (الإنجليزية)
- لوكاس روب على موقع AS.com (الإسبانية)